# Душан Пантелић (фудбалер)
Душан Пантелић (Крагујевац, 15. априла 1993) српски је фудбалер.